# Myopiarolis systir
Myopiarolis systir là một loài chân đều trong họ Serolidae. Loài này được Bruce miêu tả khoa học năm 2009.